# Венера (Мелеузовский район)
Венера — упразднённый в 1987 году посёлок Мелеузовского района БАССР. Входил на год упразднения в Салаватский сельсовет.

## География
Находилась на берегу озера Синтимир, вблизи города Салавата.

## Географическое положение
Расстояние до (Административно-территориальное деление, Уфа, 1969, С.244):
- районного центра (Мелеуз): 46 км;
- центра сельсовета (Зирган): 15 км;
- ближайшей ж/д станции (Салават): 7 км.

## Топоним
Название Венера связано с близлежащими населёнными пунктами Юпитер и Марс.

## История
10 декабря 1938 г. посёлки Венера и Юпитер были перечислены из Зиргановского сельсовета в состав Нурдавлетовского сельсовета Мелеузовского района.
К 1969 году входил в Зирганский сельсовет (Административно-территориальное деление, Уфа, 1969 г.).
Исключена из списков населённых пунктов в 1987 году.

## Население
К 1 января 1969 года проживали 54 человека, преимущественно русские (Административно-территориальное деление, Уфа, 1969, С.244).